# Torabhaig
Torabhaig ist eine Destillerie für Whisky in Teangue auf der Insel Skye. Es ist die zweite auf Skye lizenzierte Destillerie nach der Gründung von Talisker 1830.

## Geschichte
Die Planung der Destillerie unter ihrem damaligen Besitzer Sir Iain Noble wurde 2002 genehmigt. Nach seinem Tod wurde sie von Mossburn Distillers übernommen, einem Tochterunternehmen von Marussia Beverages BV.
Der Bau der Destillerie begann 2014 nach einem Design der Architekten Simpson and Brown.
Die damaligen Baukosten wurde auf über 5 Million £ geschätzt.
Die Arbeiten zum Einbau der Destillerie in einen vormaligen Bauernhof wurden 2017 abgeschlossen.
2019 adoptierte die Destillerie eine Ziege namens „Goaty“ (goat ist das englische Wort für Ziege) als ihr offizielles Maskottchen.
Im Jahr 2021 versteigerte die Destillerie zwei Flaschen ihres ersten Whiskys für einen caritativen Zweck.

## Einrichtungen
Die Jahresproduktion reinen Alkohols beträgt 500.000 Liter, der in „Washbacks“ aus Holz sowie zwei Kupferstills destilliert wird. Zur Destillerie gehört ein Besucherzentrum.

## Produkte
Der Verkauf der ersten Abfüllung hat im Februar 2021 unter dem Namen Legacy Series 2017 begonnen.
Der zweite Whisky von Torabhaig trägt den Namen Allt Gleann single malt und ist nach einem der Öfen der Destillerie benannt.
Diese zweite von vier Abfüllungen der Legacy Series kam im Sommer 2021 auf den Markt und hat einen Alkoholgehalt von 46 Volumenprozent.
2022 wurden einige der Whiskies vom National Museum of Scotland zur Archivierung ausgesucht.
Die Whiskies von Torabhaig werden als torfig beschrieben.